# Apollo Theatre (42e Rue)
Pour les articles homonymes, voir Apollo.
Ne pas confondre avec l'Apollo Theatre situé à Londres, ni avec l'Apollo Theater de New York ni avec le Théâtre Apollo situé à Paris.
L'Apollo Theatre était un théâtre de Broadway dont l'entrée était située au 223 Ouest 42e Rue à Manhattan, à New York, tandis que le théâtre proprement dit se trouvait sur la 43e Rue. Il a été démoli en 1996 pour faire place au nouveau Ford Center for the Performing Arts, aujourd'hui connu sous le nom de Lyric Theatre.

## Histoire
Sur le site est d'abord construit le Bryant, à la fois cinéma et salle de vaudeville. Il est remplacé par l'Apollo, construit en 1920 par les frères Selwyn en même temps que le Times Square Theater, et tous deux partagent une façade unifiée sur  la 42e Rue. Conçus par Eugene De Rosa, les théâtres avaient des entrées sur la 42e rue, mais l'auditorium de l'Apollo se trouvait sur la 43e rue. L'établissement disposait de 1200 places assises.
L'Apollo était initialement destiné aux comédies musicales comme Strike Up the Band de Gershwin en 1927 et plusieurs éditions des George White's Scandals, mettant en vedette WC Fields, Bert Lahr et Ed Wynn. Comme dans de nombreuses autres salles de théâtre des années 1920,  on projette des films : en 1922, par exemple, Silver Wings, Around the World With Burton Holmes et deux films de DW Griffith, Orphans of the Storm et One Exciting Night.
En 1934, l'Apollo est le troisième théâtre burlesque de la 42e rue, avec Minsky's Burlesque (en) et le Eltinge 42nd Street Theatre (en). Max Wilner et Emmett Callahan (qui était marié à la star du strip-tease Ann Corio), ainsi que le producteur Allen Gilbert, montèrent du "Glorified Burlesque", qui était plus raffiné que chez leurs voisins. Abbott et Costello, Joey Faye (en), Ann Corio, Gypsy Rose Lee, Georgia Sothern (en), Mike Sachs et Steve Mills (en) jouèrent dans des spectacles burlesques à l'Apollo ; mais comme ces représentations du burlesque provoquèrent à la fin des années 1930 un tollé chez des groupes religieux et rencontrèrent l'opposition d'intérêts commerciaux et immobiliers, l'Apollo et les autres théâtres de la 42e Rue furent transformés en salles de cinéma. L'Apollo diffuse des films étrangers pendant des décennies. Dans les années 1970, comme de nombreux cinémas de la 42e rue, on y projette des films classés X.
En 1978, l'Apollo est rénové et rebaptisé New Apollo. À partir de 1979, il accueille les productions On Golden Pond, Bent, Fifth of July et The Guys in the Truck. Mais l'entreprise échoue au début des années 1980 et le New Apollo finit comme salle de concert rock nommé the academy. Le bâtiment est négligé, tombe en ruine et condamné. En 1990, il fait partie de plusieurs théâtres de la 42e rue repris par la ville et l'État de New York, et en 1992, il est placé sous la protection de l'organisation New 42nd Street (en). Il est démoli en 1996 pour faire place au Ford Center for the Performing Arts.
Certains éléments architecturaux du théâtre, notamment l'arc de l'avant-scène, qui étaient protégés au titre des monuments historiques, ont été retirés puis incorporés au Ford Center for the Performing Arts en 1998, aujourd'hui le Lyric Theatre.
L'extérieur du théâtre est présenté dans la série de HBO The Deuce.